# ستايسي سميث
ستايسي سميث (بالإنجليزية: Stacey Smith)‏ هي راقصة على الجليد أمريكية، ولدت في 3 أبريل 1954 في ديلاوير في الولايات المتحدة.

## وصلات خارجية
- ستايسي سميث على موقع أوليمبيديا (الإنجليزية)